# NGC 5795
NGC 5795 is een spiraalvormig sterrenstelsel in het sterrenbeeld Ossenhoeder. Het hemelobject werd op 24 juni 1887 ontdekt door de Amerikaanse astronoom Lewis A. Swift.

## Synoniemen
- UGC 9617
- MCG 8-27-35
- ZWG 248.29
- KUG 1454+495
- IRAS 14546+4935
- PGC 53402